# Prato Nevoso

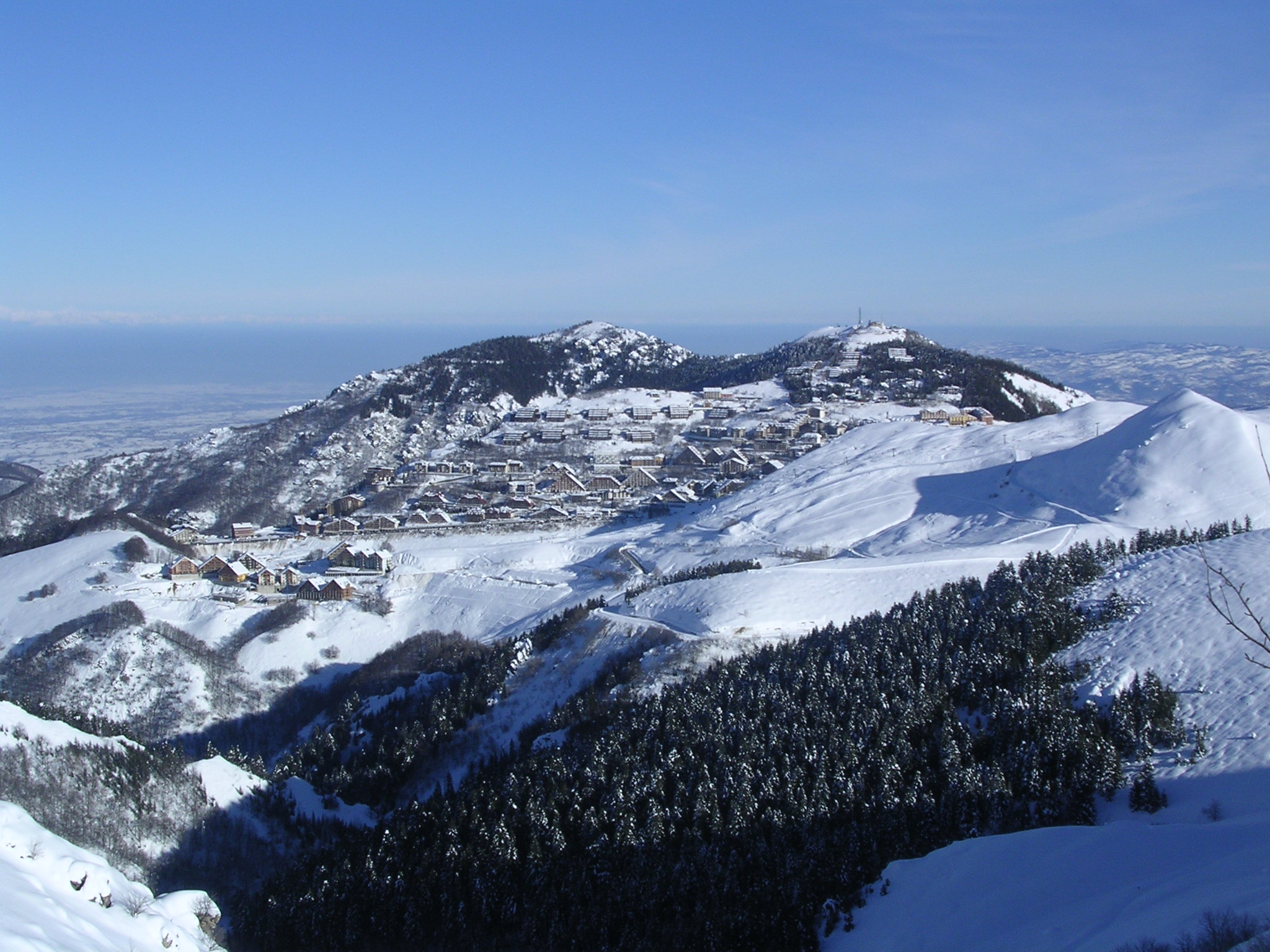
Panorama

Prato Nevoso (oder Pratonevoso) ist ein Ski- und Ferienort im Norden von Italien an den Hängen des Monte Mondolè (2382 m s.l.m.).
Prato Nevoso liegt in einer Höhe von 1480 m s.l.m. in den Ligurischen Alpen. Der Ort ist ein Ortsteil der Gemeinde Frabosa Sottana in der Provinz Cuneo im Piemont. Die Entfernung zum Zentrum von Frabosa Sottana beträgt etwa vier Kilometer, nach Turin sind es 112 Kilometer und nach Genua etwa 132 Kilometer. Der Ort ist erreichbar über die Autobahn A6 Savona – Turin.
Die Geschichte des Kurortes begann in den 1960er Jahren, als Unternehmer aus Ligurien ein Wintersportgebiet in der Nähe von Genua und Turin planten. Der Ort wuchs schnell: Heute gibt es etwa 1000 Hotelbetten.

## Sport
Im Ortsteil Prato Nevoso endete dreimal eine Etappe des Giro d’Italia und einmal eine Etappe der Tour de France:

### Giro d’Italia
| Jahr | Etappe | Start         | km  | Sieger Etappe         | Maglia Rosa          |
| ---- | ------ | ------------- | --- | --------------------- | -------------------- |
| 1996 | 13     | Loano         | 115 | Pawel Tonkow          | Pawel Tonkow         |
| 2000 | 18     | Genua         | 176 | Stefano Garzelli      | Francesco Casagrande |
| 2018 | 18     | Abbiategrasso | 196 | Maximilian Schachmann | Simon Yates          |

### Tour de France
| Jahr | Etappe | Start  | Km  | Sieger Etappe | Gelbes Trikot |
| ---- | ------ | ------ | --- | ------------- | ------------- |
| 2008 | 15     | Embrun | 183 | Simon Gerrans | Fränk Schleck |